# Judith Hoag
Judith Hoag (Newburyport, 29 juni 1963) is een Amerikaanse actrice.

## Biografie
Hoag doorliep de high school aan de Walnut Hill School of Performing Arts in Natick. Op deze school begon zij met acteren op het toneel.
Hoag begon in 1986 met de film The Little Sister. Hierna speelde zij nog meerdere rollen in films en televisieseries.
Hoag is in 1988 getrouwd met acteur Vince Grant met wie zij een zoon en dochter heeft.

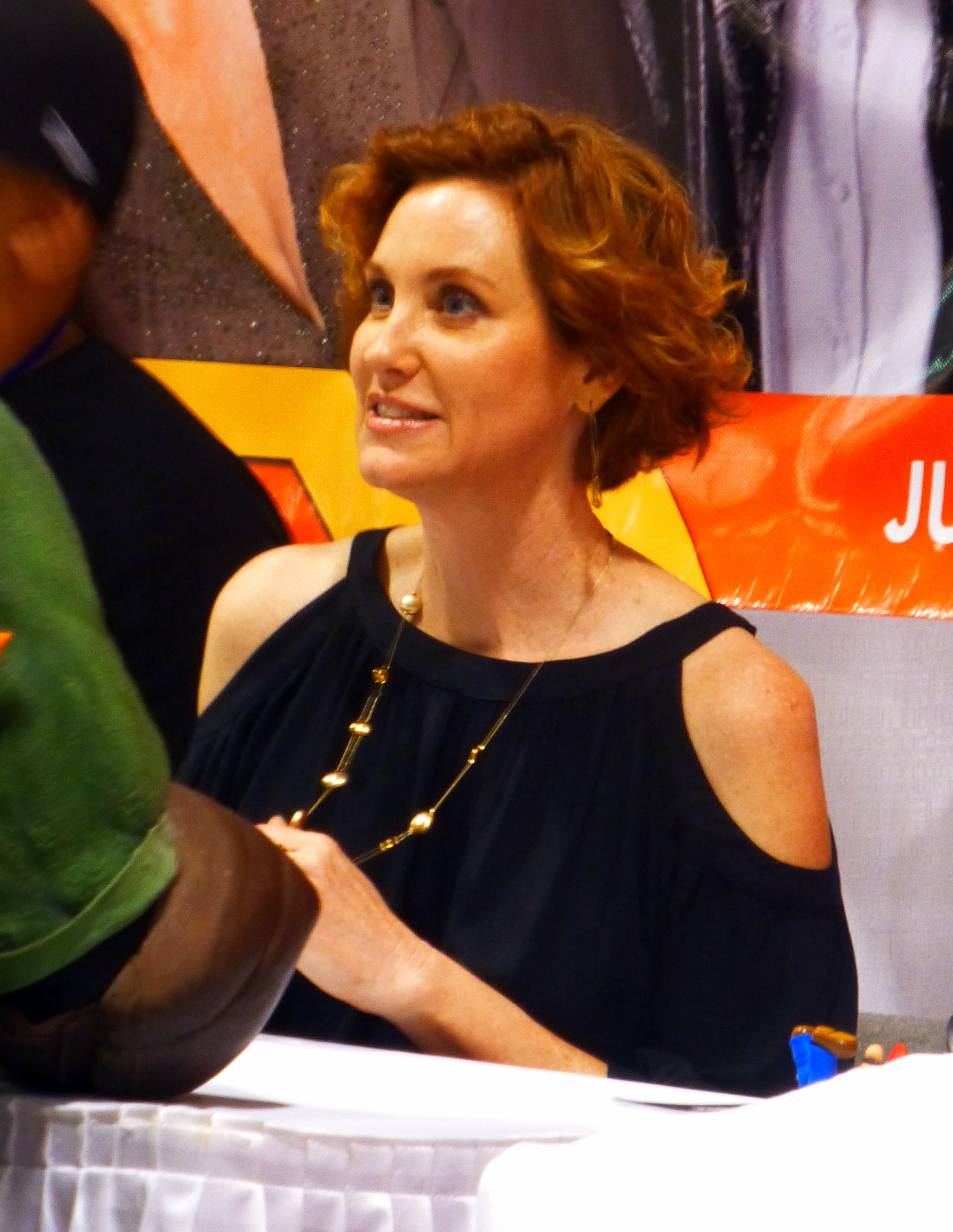
Judith Hoag in 2015

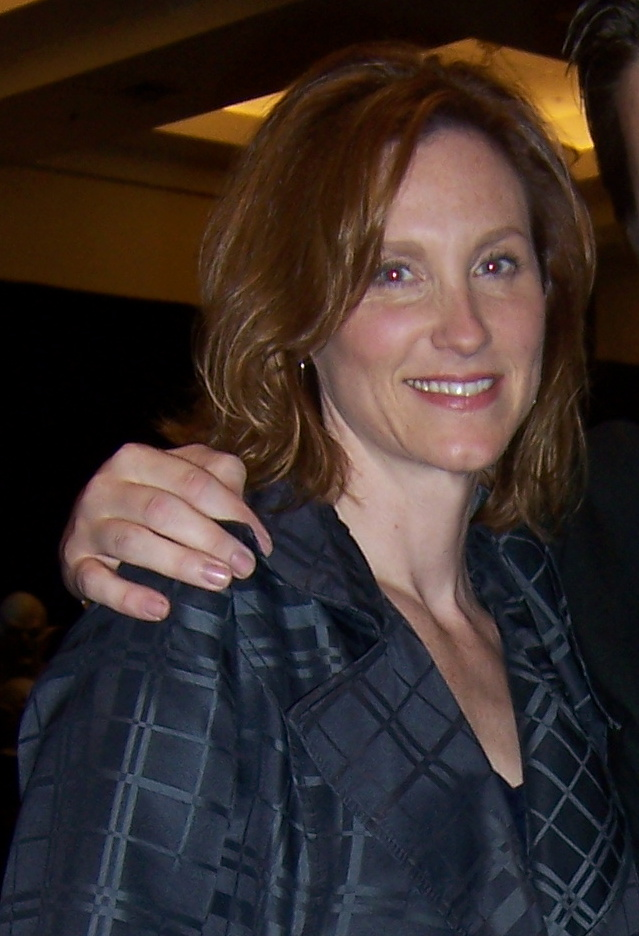
Judith Hoag in 2005

## Filmografie

### Films
Uitgezonderd korte films.
- 2021 Finding You - als Jennifer Sinclair
- 2019 DC NOIR - als Mary Sullivan
- 2018 Fishbowl - als Macy
- 2018 Forever My Girl - als dr. Whitman
- 2013 Bad Words – als Petal Dubois
- 2012 Hitchcock – als Lillian
- 2012 Sexting in Suburbia – als Patricia Reid
- 2011 I Am Number Four – als moeder van Sarah
- 2010 A Nightmare on Elm Street – als studente geneeskunde
- 2009 Flying By – als Vicki
- 2007 Final Approach – als Marie Gilford
- 2006 Return to Halloweentown – als Gwen Cromwell Piper
- 2006 Salt – als Rebecca
- 2004 Fearless – als peettante van Gaia
- 2004 Halloweentown High – als Gwen Cromwell Piper
- 2001 Halloweentown II: Kalabar's Revenge – als Gwen Cromwell Piper
- 1999 Bad City Blues – als Callilou Carter
- 1998 Halloweentown – als Gwen Cromwell Piper
- 1998 Armageddon – als Denise
- 1997 Here Dies Another Day – als Charlotte
- 1997 Breast Men – als Valerie
- 1995 A Mother's Gift – als Sarah Lutz
- 1993 Acting on Impulse – als Gail Black
- 1991 Murder in High Places – als Meg Faithorn
- 1991 Switched at Birth – als Barbara Mays
- 1990 Fine Things – als Molly
- 1990 The Knife and Gun Club – als dr. Annie Falk
- 1990 Cadillac Man – als Molly
- 1990 Teenage Mutant Ninja Turtles – als April O'Neill
- 1990 A Matter of Degrees – als Kate Blum
- 1986 The Little Sister – als vriendin van Kevin

### Televisieseries
Uitgezonderd eenmalige gastrollen.
- 2016-2020 The Magicians - als Stephanie Quinn - 5 afl.
- 2012-2017 Nashville – als Tandy Hampton – 40 afl.
- 2006-2011 Big Love – als Cindy Price – 13 afl.
- 2010 Private Practice – als Angie McConnell – 3 afl.
- 2007 Grey's Anatomy – als Rhada Douglas – 2 afl.
- 1997 The Burning Zone – als dr. Schrager – 2 afl.
- 1992 Melrose Place – als Sarah Goldstein – 2 afl.
- 1989-1990 Wolf – als Melissa Shaw Elliott – 11 afl.
- 1986-1988 Loving – als Charlotte Bates Alden – 2 afl.

- Bibliothèque nationale de France: cb141872881 (data)
- International Standard Name Identifier: 0000 0001 1469 2640
- Library of Congress Control Number: no2002086527
- Nederlandse Thesaurus van Auteursnamen: 314544658
- Système universitaire de documentation: 181940108
- Virtual International Authority File: 24275221
- WorldCat: E39PBJmpgFTCF8wR4PMVwkkdQq